# Histoire des Yvelines
L'histoire des Yvelines comprend d'une part l'histoire d'une région antique et médiévale appelée Yveline, d'autre part l'histoire du départements des Yvelines qui est le résultat du démembrement en 1968 du département de Seine-et-Oise en application de la loi du 10 juillet 1964 portant réorganisation de la région parisienne, 
Ce département se trouve sur une terre très anciennement peuplée, riche en monuments de différentes époques. Elle a été marquée par sa position géographique, à cheval sur la vallée de la Seine, voie privilégiée de développement grâce aux échanges commerciaux mais aussi voie d'invasion, entre Paris à l'est et la Normandie à l'ouest, ce qui en a fait longtemps un terrain d'affrontement. La proximité de la capitale a permis que plusieurs cités des Yvelines deviennent tour à tour des résidences royales : Rambouillet, Poissy, Saint-Germain-en-Laye, Versailles.

Blason des Yvelines.
Le nouveau département a conservé le blason de l'ancienne Seine-et-Oise dans lequel les deux bandes ondées d'argent symbolisent la Seine et l'Oise.

## Histoire générale du territoire des Yvelines

### Préhistoire

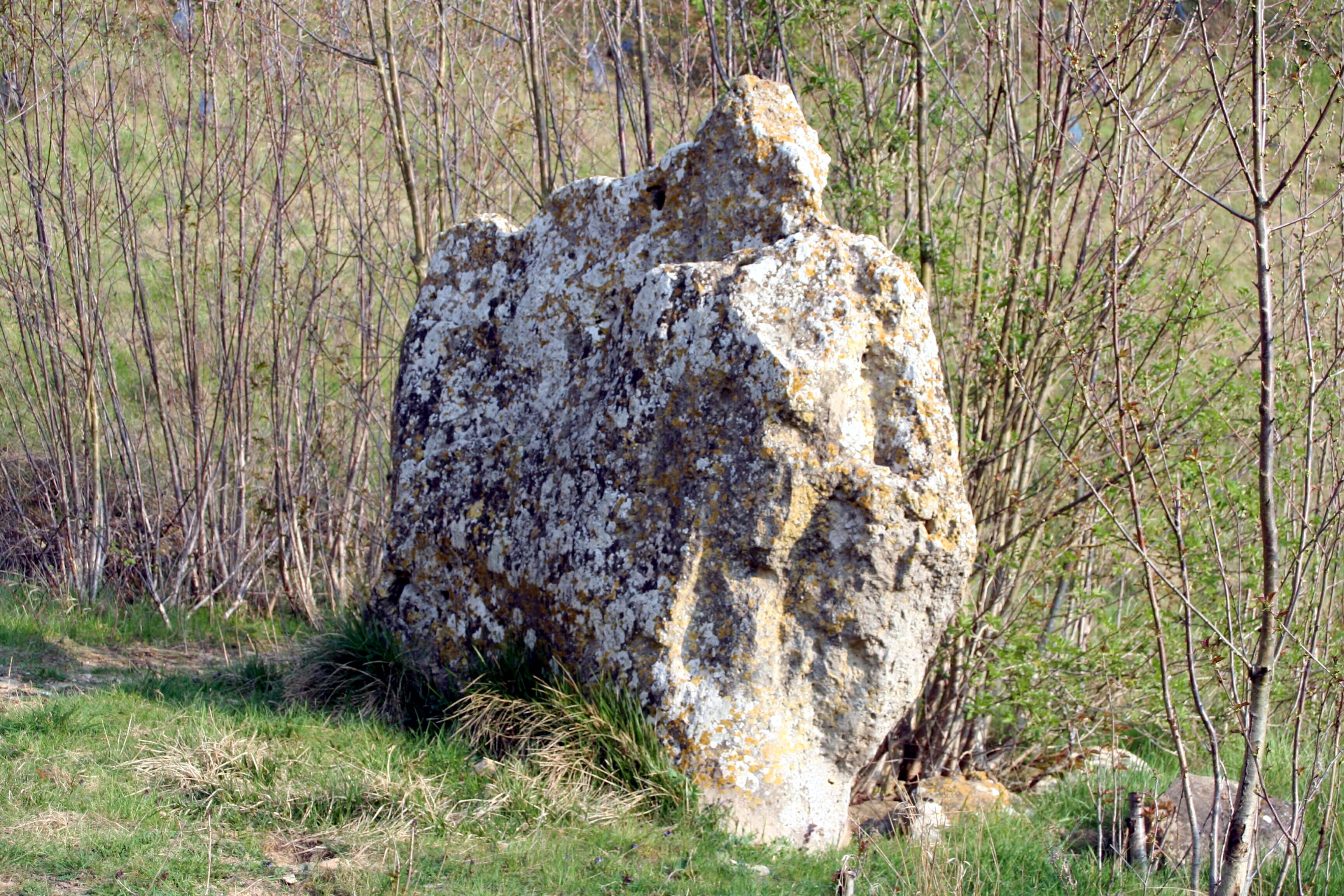
La « Pierre-Drette » à Guitrancourt.

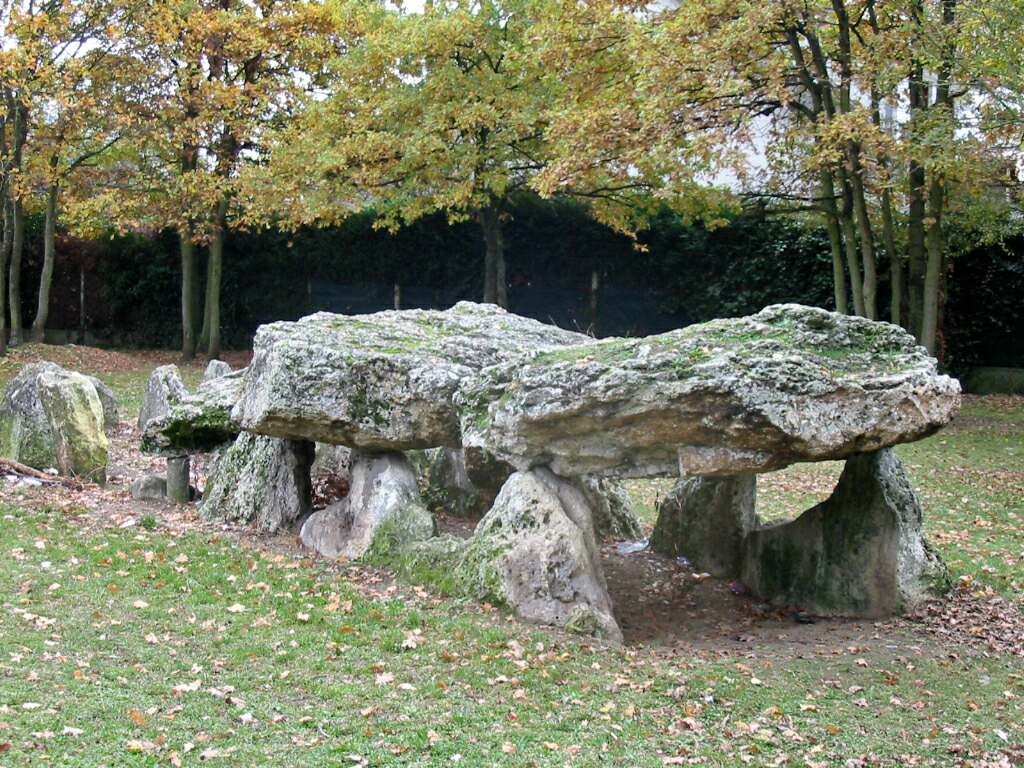
L'allée de la Justice à Élisabethville (Épône), allée couverte du Néolithique.

Le territoire actuel des Yvelines est peuplé depuis les temps préhistoriques, en particulier sur les rives de la Seine où la présence de l'homme remonte à l'Elstérien supérieur (deuxième époque glaciaire du Pléistocène), il y a environ 400 000 ans. 
De nombreux vestiges ont été retrouvés dans plus de 3000 sites ayant fait l'objet de fouilles archéologiques dans l'ensemble du département et témoignent des différentes civilisations qui se sont succédé jusqu'à l'âge du fer.
On a retrouvé dans les alluvions de la Seine (boucles de Moisson et de Guernes) et dans les limons des plateaux de nombreux vestiges  lithiques des civilisations acheuléennes (paléolithique inférieur), attribués à Homo erectus, moustériennes (paléolithique moyen), attribués à l'homme de Néandertal. 
D'autres sites attestent de l'implantation d'Homo sapiens dans la région depuis le paléolithique supérieur jusqu'à l'âge du fer.
Plusieurs monuments mégalithiques datant de la fin du Néolithique (environ 2500 ans av. J.-C.) peuvent encore se voir en place dans leurs sites originels, pour la plupart dans la vallée de la Seine ou non loin de celle-ci. Ce sont notamment des sépultures collectives, allées couvertes ou dolmens, notamment l'« Allée de la Justice » à  Élisabethville (Épône), la Cave aux Fées à Brueil-en-Vexin, l'« allée des Gros-Murs » aux Mureaux, le « Cher arpent » à L'Étang-la-Ville et la « Pierre-Ardoue » à Saint-Léger-en-Yvelines ainsi que trois menhirs subsistant, la « Pierre-Levée » à Drocourt, la « Pierre-Drette » à Guitrancourt et la « Pierre-Grise » à Neauphlette. 
Deux allées couvertes, celle de Conflans-Sainte-Honorine et celle d'Aubergenville (le « Trou-aux-Anglais »), ont été déplacées par mesure de sauvegarde et remontées dans les douves du château de Saint-Germain-en-Laye.

### Période gauloise et gallo-romaine

Le territoire des Yvelines à l'époque gauloise

À l'époque gauloise, le territoire actuel des Yvelines se trouvait principalement dans le domaine de la tribu des Carnutes qui s'étendait vers le sud jusqu'à Cenabum (Orléans) et englobait la vaste forêt d'Yveline. Au nord, la Seine séparait les Carnutes des Véliocasses, qui ont laissé leur nom au « Vexin », au nord-ouest se trouvaient les Aulerques Éburovices et vers l'est le territoire des Parisii englobait une partie des Yvelines du confluent de l'Oise au nord jusqu'au plateau de Trappes au sud. Avant le Moyen Âge l'essentiel du plateau de Trappes est couvert par la forêt et faisait partie de l'ensemble forestier de l'Yveline  qui protégeait les mystères religieux des druides. Jules César rendit hommage au caractère belliqueux de ces habitants de la Gaule celtique. À partir du XIe siècle, des grands défrichements sont initiés par des ordres monastiques ou des grands seigneurs. La forêt cède alors progressivement la place aux champs labourés. À cette période également, le mode de regroupement des populations, qui se développe, est le "village". Cette limite imprécise a perduré plus ou moins dans la délimitation des anciens diocèses jusqu'à la Révolution.
La période gauloise a laissé peu de vestiges, le site le plus remarquable étant le sanctuaire celtique (fanum) de Bennecourt qui se trouvait à la frontière entre les cités des Carnutes, des Aulerques et des Véliocasses et qui a subsisté jusqu'à l'époque gallo-romaine.
De l'époque gallo-romaine on a pu reconnaître plusieurs sites, dont celui de Diodurum (près de Jouars-Pontchartrain), vicus des Carnutes qui se trouvait au croisement de deux importantes voies romaines et qui est mentionné sur l'itinéraire d'Antonin à 15 lieues de Lutèce. Les traces de plusieurs villae, ont également été découvertes, notamment à Richebourg, Limetz-Villez et aux Mesnuls (La Millière), et un sanctuaire (mithraeum) dédié au dieu Mithra à Septeuil.
Un réseau de voies romaines assez développé quadrillait le territoire. Reconnu par diverses méthodes alliant les observations sur le terrain à la prospection aérienne, il comportait de grands axes est-ouest et nord-sud reliant Paris à la Normandie et Beauvais à Chartres, et trois points de franchissement de la Seine à Mantes, Meulan et Poissy.

### Du Moyen Âge à la veille de la Révolution
Selon une légende, la fleur de lys, emblème des rois de France, aurait son origine dans la forêt de Cruye (forêt de Marly), près de Saint-Germain-en-Laye. Près du château de Montjoie où selon la tradition le roi Clovis venait séjourner, vivait près d'une fontaine un ermite que la très chrétienne reine Clotilde avait l'habitude de venir consulter. Un jour qu'elle était en prière avec le saint homme, un ange leur serait apparu et lui aurait demandé de remplacer l'écusson de son mari, portant trois croissants ou trois crapauds, par trois fleurs de lys qui brillaient d'une couleur d'or sur la plaine de l'actuel Joye-en-Val.
De l'époque mérovingienne, on a retrouvé de nombreuses nécropoles, dont la plus importante se trouve à Vicq au centre du département. La présence de croix dans les sépultures atteste de la christianisation du territoire entre le IVe et le VIIIe siècle.
Au cours du IXe siècle, les Vikings remontent la Seine pour attaquer Paris et ravagent les régions traversées, massacrant par exemple les pêcheurs de Croissy en 845 et établissant un camp d'hivernage dans une île à Jeufosse vers 855.
Les raids ne prennent fin qu'avec le traité de Saint-Clair-sur-Epte conclu le 11 juillet 911. Il fixe sur le cours de l'Epte la frontière entre le royaume de France et le futur duché de Normandie. Cette limite hydrographique est encore celle du territoire des Yvelines (et de l'Île-de-France) à l'ouest, face à la Haute-Normandie.
À l'époque des rois capétiens, le territoire des Yvelines entre progressivement dans le domaine royal. En 987, à l'avènement d'Hugues Capet, seule la châtellenie de Poissy, qui couvre le pays du Pincerais, en fait partie. De nombreux seigneurs locaux sont les vassaux du roi de France, mais certaines familles puissantes contestent sa suzeraineté : les comtes de Meulan, les comtes de Vexin au nord, les comtes de Montfort, les seigneurs de Rochefort au sud.

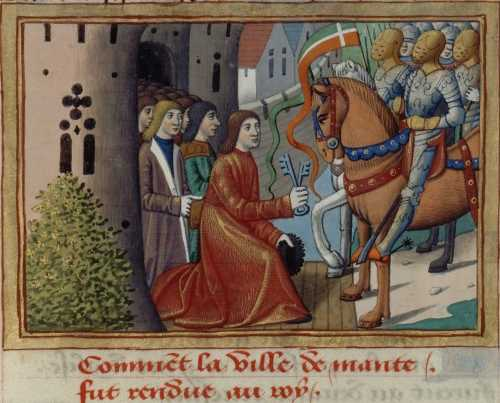
La reddition de Mantes en 1449 par les soldats anglais à Jean de Dunois. Miniature issue du manuscrit de Martial d'Auvergne, Les Vigiles de Charles VII, vers 1484, BNF.

Au XIIe siècle, des chartes communales sont accordées à trois villes riveraines de la Seine, Mantes, Poissy et Meulan, par le roi pour les deux premières, par le seigneur local, le comte Robert III pour la dernière. Ces communes sont des personnes morales qui se gèrent librement, mais Meulan renoncera à ce statut en 1320, la communauté communale ne pouvant assumer ses charges. En 1188, la ville de Chevreuse obtient aussi le droit d'élire un prévôt et des échevins.
La guerre de Cent Ans éprouve durement le territoire. Après avoir pris la Normandie, les Anglais occupent les villes de la vallée de la Seine, Mantes, Meulan et Poissy, où le roi d'Angleterre Édouard III s'installe dès août 1346 et juste avant la bataille de Crécy. Du 13 au 16 août 1346, c'est la chevauchée du prince de Galles, Édouard de Woodstock, fils aîné d'Édouard III d'Angleterre, dit le Prince noir, âgé de seize ans, qui partant de Poissy incendie l'abbaye de Joyenval, le château de Saint-Germain, mène ses troupes au pillage de Trappes (déjà fortement ravagé par Bouchard IV de Montmorency) et poursuit ses dévastations vers l'est jusqu'à Bourg-la-Reine.
Mantes-la-Jolie n'est définitivement libérée qu'en 1449.
En 1561, du 9 au 26 septembre, se tient le colloque dit de Poissy, à l'initiative de Catherine de Médicis qui réunit réunit 46 prélats catholiques, 12 ministres du culte protestant et une quarantaine de théologiens afin de maintenir la paix religieuse en France. Mais l'assemblée, prolongée au château de Saint-Germain-en-Laye se termine sur un échec.
Le 17 janvier 1562, Catherine de Médicis fait signer au roi Charles IX, alors âgé de douze ans, l'édit de Saint-Germain, un édit de tolérance qui autorise les réformés à pratiquer leur religion dans certaines conditions mais qui n'empêche pas le déclenchement des guerres de religion. Celles-ci frappent la région, Poissy est prise et pillée par les Huguenots en 1567.
En 1631, le roi Louis XIII fit construire le premier château de Versailles sur l'emplacement d'un pavillon de chasse acquis en 1624, et en 1632 acquiert les droits seigneuriaux de Versailles.
En 1682, Louis XIV décide de transférer la Cour à Versailles.
En 1760, Christophe-Philippe Oberkampf crée à Jouy-en-Josas la manufacture de toiles imprimées (connues sous le nom de toile de Jouy), qui deviendra « manufacture royale en 1783.

### De la Révolution à la Grande Guerre
Versailles, ville du roi et siège du gouvernement, fut aussi le théâtre d'événements de portée nationale qui marquèrent la première phase de la Révolution au cours de l'été 1789.

Le Serment du Jeu de paume par Jacques-Louis David (musée du château de Versailles).

Le 4 mai 1789, les États généraux s'ouvrent dans la salle de l'assemblée des Notables à Versailles.

Le 17 juin, les États généraux, sur proposition de l’abbé Sieyès, prennent le titre d’« Assemblée nationale ».

Le 20 juin, les députés du tiers état réunis dans la salle du Jeu de paume prêtent le serment du Jeu de paume et s’engagent à ne pas se séparer avant d’avoir donné une Constitution écrite à la France.

Le 9 juillet, l'Assemblée se proclame Assemblée constituante.
Dès l'automne 1789, Versailles est désertée par le roi, l'Assemblée et les administrations, partis à Paris, et perd rapidement la moitié de sa population qui tombera à moins de 27 000 habitants en 1806.
Le 4 mars 1790, le département de Seine-et-Oise est créé en application de la loi du 22 décembre 1789. Son territoire qui participe du démembrement de l'ancienne province d'Île-de-France a une forme particulière enclavant totalement Paris (département de la Seine). Il est composé de neuf « districts » : Corbeil, Dourdan, Étampes, Gonesse, Mantes, Montfort, Pontoise, Saint-Germain et Versailles. Le chef-lieu est fixé à Versailles, finalement préférée à ses concurrentes : Saint-Germain-en-Laye, Étampes et Pontoise. La ville récupère ainsi l'administration du département, qui comprend une assemblée de 36 membres et un directoire de huit membres. Ces organes de direction étaient flanqués de « représentants du peuple en mission » qui exerçaient la réalité du pouvoir.
De 1791 à 1793, les 9 districts (Corbeil, Dourdan, Étampes, Gonesse, Mantes, Montfort, Pontoise, Saint-Germain et  Versailles) du département de Seine-et-Oise fournirent 14 bataillons de volontaires nationaux.

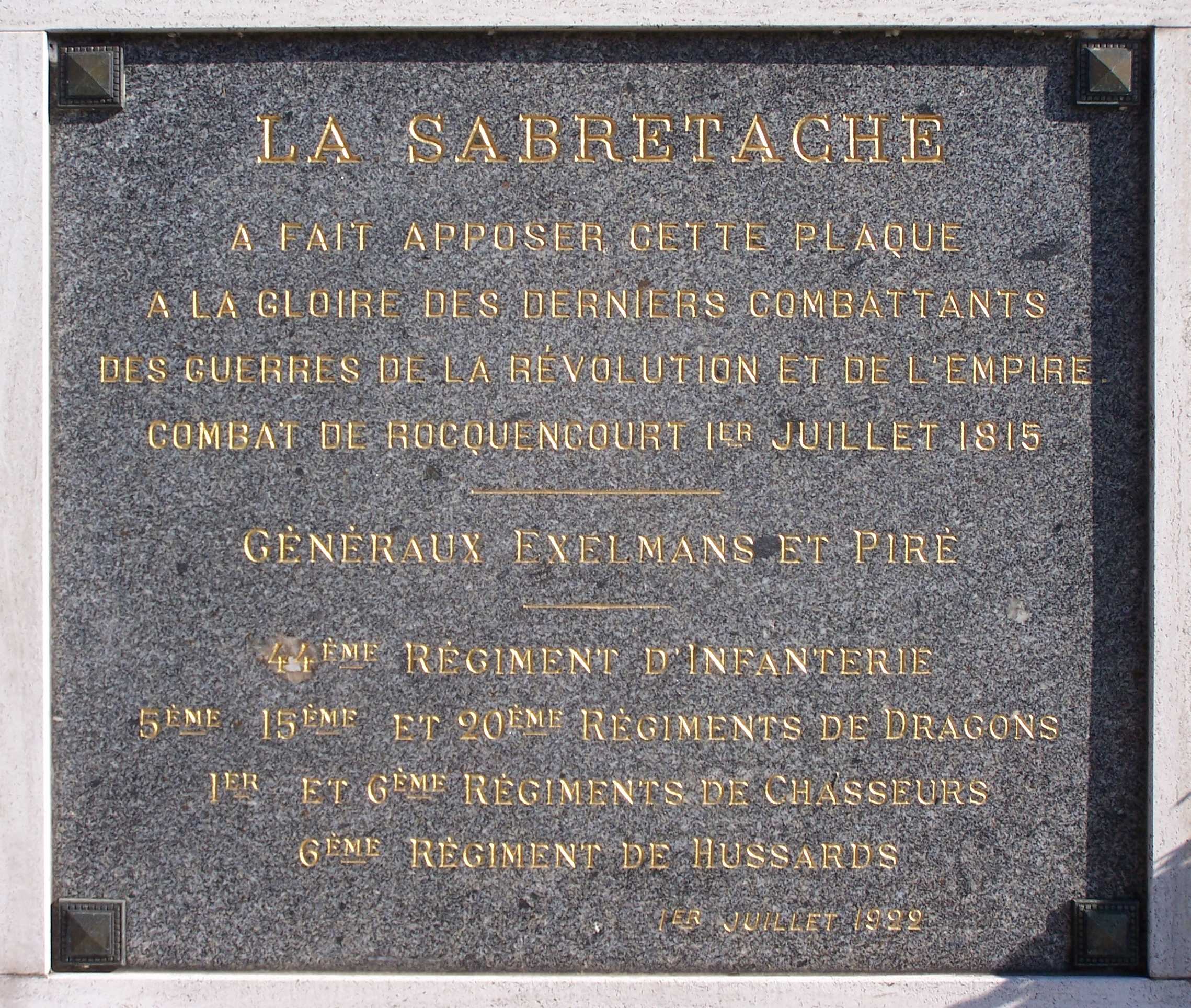
Plaque commémorative de la bataille de Rocquencourt.

Le 9 septembre 1792, Versailles fut le théâtre de massacres à l'encontre de prisonniers d'Orléans dont le convoi passait par la ville, puis dans les prisons de la ville où les tueries se poursuivirent les jours suivants. On estime le nombre de victimes à 70
Napoléon fait de fréquents séjours au château de Rambouillet. C'est lui qui décide la création de l'arrondissement de Rambouillet en 1811. Il y passe la nuit du 29 au 30 juin 1815, sa dernière nuit dans un château français, avant de partir en exil pour Sainte-Hélène.
Le 1er juillet 1815 eut lieu la bataille de Rocquencourt, dans laquelle le général Exelmans défit une brigade prussienne de l'armée de Blücher. Victoire sans lendemain, l'état-major français ayant décidé de signer l'armistice dès le 3 juillet suivant. 
Le 2 août 1830, Charles X, retiré au château de Rambouillet, abdique et part en exil pour l'Écosse.
Les châteaux royaux sont reconvertis en musées.

Le 10 juin 1837, le roi Louis-Philippe inaugure le musée historique nouvellement installé dans le château de Versailles. 
Napoléon III décide par décret du 9 mars 1862 la création d'un musée d’antiquités celtiques et gallo-romaines dans le château de Saint-Germain-en-Laye. L'inauguration a lieu en 1867.
La guerre franco-prussienne et la Commune

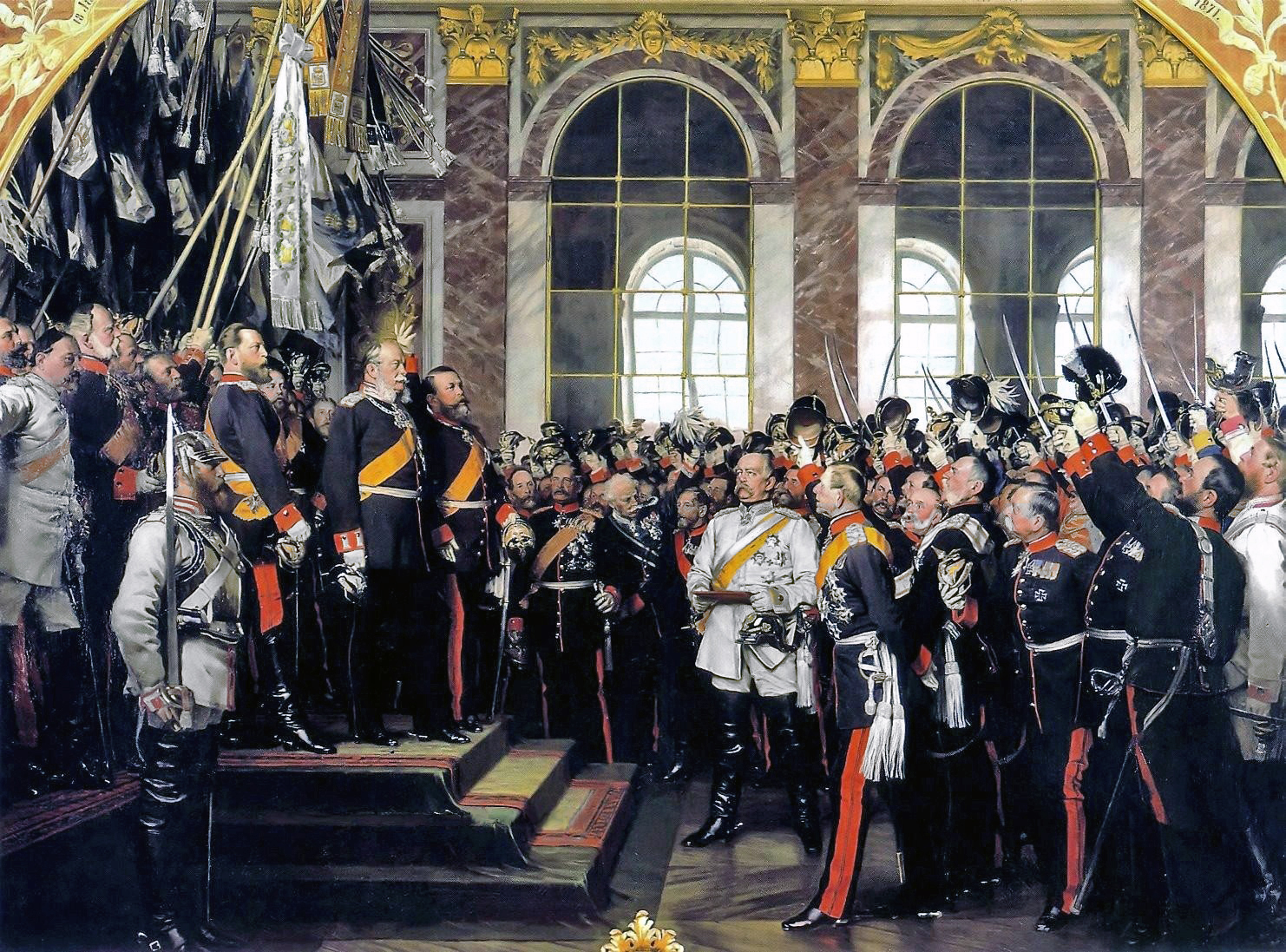
Proclamation de l'Empire allemand en 1871 par Anton von Werner (Bismarck-Museum - Friedrichsruh).

Immédiatement après la capitulation de Sedan le 2 septembre 1870, les troupes prussiennes font leur entrée à Versailles. Le 18 septembre un premier détachement de huit hussards de la Mort se présente et le lendemain ce sont plusieurs régiments de cavalerie. Les Prussiens font de la ville leur quartier général. L'occupation est très dure pour Versailles et la région. Un préfet allemand, Von Brautshitch, est nommé, qui fait rapidement arrêter le maire de Versailles, Rameau, et ses conseillers. Ils sont pris en otage jusqu'au 6 janvier 1871. Dans tout le territoire actuel des Yvelines, des accrochages opposent les troupes prussiennes à des francs-tireurs. De lourdes représailles sont exercées contre la population : ainsi le 22 septembre, Mézières-sur-Seine est en partie incendiée, en octobre Ablis est mise à sac, Bréval incendié le 1er novembre après qu'un Allemand ait été tué sur la place du village...[citation nécessaire]
Le 18 juin 1871, humiliation suprême pour les Français[citation nécessaire], le roi de Prusse, Frédéric-Guillaume Ier, se fait proclamer empereur d'Allemagne dans la galerie des Glaces.
Versailles fut par la suite le cadre d'un autre événement historique : la signature le 28 juin 1919 du traité de Versailles qui mit fin à la Première Guerre mondiale.
Revanche voulue par Clemenceau : la cérémonie eut lieu dans la même galerie des Glaces.

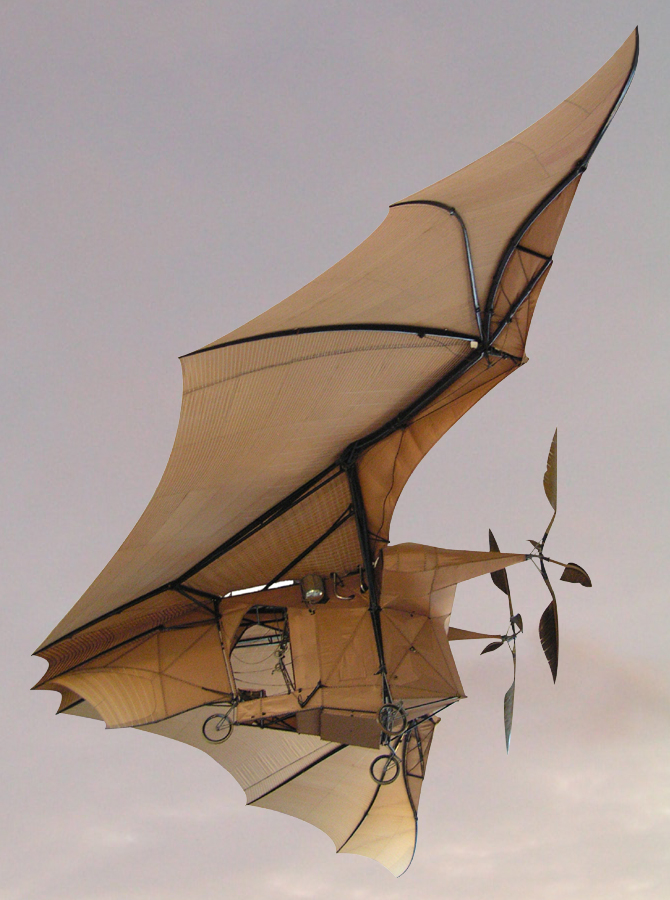
L’Avion III de Clément Ader.

Le 11 novembre 1876 est mis en service le premier réseau, à traction hippomobile, des tramways versaillais. Il sera par la suite, en octobre 1895, repris et électrifié par la SVTE (Société Versaillaise de Tramways électriques). Le réseau fonctionna jusqu'en octobre 1953 avant d'être remplacé par des services de bus urbains.
Les Yvelines sont le théâtre de plusieurs épisodes des débuts de l'aviation.
- 1852, le 24 septembre, Henri Giffard fait un vol de démonstration entre Paris et Trappes à la vitesse de 7 km/h dans un aérostat, ballon de 2 500 m3 qui utilise une petite machine à vapeur pour se propulser.

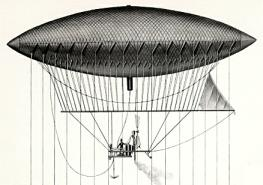
Le dirigeable Giffard en 1852.

- Clément Ader effectue sur le plateau de Satory près de Versailles un de ses premiers vols en 1890 avec Éole, puis le 14 octobre 1897 avec l’Avion n° 3, son premier vol de 300 mètres, essai qui se termine mal et entraîne la destruction de l'appareil et l'abandon de ses recherches par Ader[21]. Un monument situé à Versailles célèbre cet exploit intervenu six ans avant le premier vol des frères Wright. En 1909, Santos-Dumont relie Satory à Buc, distant de huit kilomètres en cinq minutes à bord de la Demoiselle. En février 1910, Le comte de Lambert découvre le site de Villacoublay où rapidement s'installent une école de pilotage et une usine de montage d'avion[22].

### De la Grande Guerre à nos jours
Les Yvelines ont été aussi le témoin de la première ligne de chemin de fer ouverte aux voyageurs en France entre Paris et Le Pecq en 1837, puis au XXe siècle de la première autoroute française entre Saint-Cloud et Orgeval à partir de 1939.
L'année 1910 est marquée par la grande crue de la Seine qui affecte les communes riveraines du fleuve entre le 20 janvier et le 2 février.
En juin 1940, la majeure partie de la population fuit devant l'avance de l'armée allemande, c'est l'exode qui laisse presque vides la plupart des agglomérations. Ainsi à Versailles, il ne subsiste que 10 000 habitants sur 60 000. Les Allemands franchissent la Seine, malgré la destruction des ponts, dès le 13 juin et Versailles est occupée comme le reste du département.
L'année 1944 est marquée par de nombreux bombardements alliés qui visent notamment les ponts sur la Seine, les gares et les zones industrielles. Certains font de nombreuses victimes parmi la population, comme à Trappes,, à Mantes-la Jolie dont le centre ancien est dévasté et à Versailles même. La libération du département par l'armée américaine intervient entre le 19 et le 24 août 1944.
Le 2 avril 1951, le général Eisenhower établit les quartiers généraux du Commandement Allié en Europe (ACE, Allied Command Europe ou SHAPE, Supreme Headquarters Allied Powers Europe) nouvellement créé, à Rocquencourt, à Camp Voluceau.

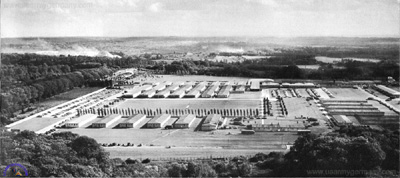
Quartier général du Commandement allié en Europe vers 1960.

En 1954, les quartiers généraux du Commandement des forces des États-Unis en Europe furent transférés au camp des Loges, afin d’être plus près des quartiers généraux du SHAPE et y restèrent jusqu’au retrait de l’OTAN et des Forces américaines de la France en 1966 après que le président Charles de Gaulle eut annoncé le retrait de la France du commandement militaire intégré de l'OTAN au mois de mars de la même année.
Deux réunions au sommet du groupe des pays les plus industrialisés (actuellement le G8) se sont tenues dans les Yvelines : la première du genre (G6) en 1975 au château de Rambouillet réunie à l'initiative du président Valéry Giscard d'Estaing rassemblait six pays (l'Allemagne (Helmut Schmidt), les États-Unis (Gerald Ford), la France, l'Italie (Aldo Moro), le Japon (Takeo Miki) et le Royaume-Uni (Harold Wilson), puis la huitième en 1982 sous la présidence de François Mitterrand au château de Versailles.
En 1972, création de la ville nouvelle de Saint-Quentin-en-Yvelines en application de l'art. 3 de la loi no 70-610 du 10 juillet 1970 tendant à faciliter la création d'agglomérations nouvelles.
En 1999, le château de Rambouillet fut le théâtre de l'accord de Rambouillet, proposition d'accord de paix entre la Yougoslavie et les Albanais du Kosovo.
En novembre 2005, la vague de violence urbaine qui touche la banlieue parisienne n'épargne pas les Yvelines. Elle ne fait pas de victimes mais embrase toutes les cités dites « sensibles » à Achères, Les Mureaux, Mantes-la-Jolie, Sartrouville, Trappes, Chanteloup-les-Vignes. L'état d'urgence est décrété dans l'ensemble du territoire métropolitain le 9 novembre d'abord pour 12 jours, puis prolongé trois mois.

#### Les présidents de laVeRépubliqueet les Yvelines
Les 21 et 22 septembre 1963 le général De Gaulle reçoit au château de Rambouillet le chancelier fédéral allemand, Konrad Adenauer, dans le cadre de la réconciliation franco-allemande. Le chancelier allemand se préparait alors à démissionner quelques semaines plus tard.
Le 16 juin 1965, le général de Gaulle fait une visite officielle dans le nord des Yvelines, au Pecq, à Saint-Germain-en-Laye où il prononce un discours, et dans la région mantaise où il est accueilli par le maire de la ville de Mantes-la-Jolie, Paul David.
Le 27 juin 1973, Georges Pompidou reçoit au château de Rambouillet Léonid Brejnev, principal dirigeant de l'Union soviétique.
Georges Pompidou avait une relation personnelle avec les Yvelines car il avait acquis une résidence secondaire dans le village d'Orvilliers. Baptisée de façon prémonitoire la « Maison blanche », cette demeure était un ancien hôtel dont il avait hérité en 1954, bien avant de devenir président de la République. Il est inhumé dans le cimetière municipal ainsi que son épouse Claude.
Du 15 au 17 novembre 1975, Valéry Giscard d'Estaing réunit au château de Rambouillet le premier sommet économique et monétaire des six pays les plus industrialisés représentés, outre la France, par Aldo Moro (Italie), Gerald Ford (États-Unis), Takeo Miki (Japon), Helmut Schmidt (Allemagne) et Harold Wilson (Royaume-Uni).
Le 2 mai 1990, François Mitterrand rencontre le député-maire de Saint-Germain-en-Laye, Michel Péricard, au camp des Loges. À la suite de cette entrevue, le président de la République décide de ne pas réaliser l'échangeur de l'autoroute A14 qui était prévu dans la forêt de Saint-Germain-en-Laye.
Le 15 janvier 1998, Jacques Chirac inaugure en compagnie de Pierre Bédier, maire de Mantes-la-Jolie, l'hôpital François-Quesnay construit dans le quartier du Val-Fourré.
Le 6 octobre 2002, Jacques Chirac se rend dans la maison d'Émile Zola à Médan où il rend hommage à Émile Zola à l'occasion du centenaire de la mort de l'écrivain.
Le 22 janvier 2003, lors d'une séance commune de l'Assemblée nationale et du Bundestag, Jacques Chirac et le chancelier fédéral allemand, Gerhard Schröder, fêtent dans le château de Versailles le 40e anniversaire du traité de l'Élysée. Depuis cette date, le 22 janvier a été déclaré « journée franco-allemande ».
En 2007, Nicolas Sarkozy a choisi de faire de la Lanterne, résidence d'État, jusqu'alors affectée au premier ministre, et ancien pavillon de chasse situé en bordure du parc de Versailles, une villégiature réservée au président de la République.
Une statue du général De Gaulle est inaugurée le 25 novembre 2008 dans la cour de l'hôtel du département à Versailles par le président du Conseil général, Pierre Bédier. Haute de 2,66 m, cette statue en bronze est l'œuvre du sculpteur sénégalais Ousmane Sow. Elle a été commandée par le département pour le quarantième anniversaire des Yvelines.
D'autres statues d'anciens présidents de la République sont visibles dans les Yvelines, notamment une statue en pied, sans socle, de François Mitterrand sur le parvis de la gare d'Aubergenville-Élisabethville, un buste de Georges Pompidou devant la gare de Poissy ainsi qu'un buste de Charles De Gaulle devant le pavillon de l'Octroi, également à Poissy.
Le 22 juin 2009, Nicolas Sarkozy prononce un discours devant le Congrès du parlement à Versailles. 
En 2012, le 03 septembre, visite du Président de la République française, François Hollande, au collège Youri Gagarine de Trappes.

## Histoire administrative du département des Yvelines

La création des départements de Paris, des Hauts-de-Seine, de la Seine-Saint-Denis, du Val-de-Marne, de l'Essonne, des Yvelines, du Val-d'Oise à partir de la Seine et de la Seine-et-Oise en 1968.

- 1964 (loi du 10 juillet[37]) : la création du département des Yvelines est décidée, ses limites sont fixées (partie ouest de l'ancien département de Seine-et-Oise, à savoir la presque totalité des arrondissements de Mantes-la-Jolie, Saint-Germain-en-Laye et Versailles, une grande partie de l'arrondissement de Rambouillet et une petite partie de l'arrondissement de Pontoise)
- 1965 (décret du 25 février) : le chef-lieu du département est fixé à Versailles
- 1966 (décret du 2 juin) : les 4 arrondissements sont délimités

- 1967 (décret du 20 juillet) : création des 31 cantons des Yvelines

Le 19 septembre 1967, le décret no 67-792 fixait à la date du 1er janvier 1968 l’entrée en vigueur de la loi du 10 juillet 1964, prévoyant effectivement la création du nouveau département. Ainsi, le département des Yvelines fut officiellement créé le 1er janvier 1968, les élus du nouveau conseil général désignés lors des élections de 1967 entraient en fonction à cette date. 
- 1968 (1er janvier) : création officielle du département des Yvelines et entrée en fonction du conseil général élu en 1967
- 1969 (décret du 21 novembre) : rattachement des communes de Châteaufort et Toussus-le-Noble au détriment de l'Essonne
- 1976 (décret du 15 janvier) : le nombre de cantons est porté à 37
- 1982 (décret du 15 janvier) : le nombre de cantons est porté à 38
- 1985 (décret du 31 janvier) : le nombre de cantons est porté à 39